# Hochhauser Berg
Der Hochhauser Berg ist ein 555,2 m ü. NHN hoher, vollständig bewaldeter Berg der Riesalb, dem östlichen Ausläufer der Schwäbischen Alb. Der Berg liegt auf der Gemarkung Niederaltheim der Gemeinde Hohenaltheim im Landkreis Donau-Ries.
Nördlich, westlich und südlich ist der Berg vom Kartäusertal umgeben, im Osten liegt der 539 m hohe Ganzenberg. Die Domäne Karlshof liegt am südlichen Bergfuß. Der Forellenbach verlässt am nördlichen Bergfuß das Kartäusertal.
Bekannt ist der Berg vor allem durch die Ruine der Burg Hochhaus, einer ursprünglich mittelalterlichen Höhenburg auf der Westseite des Berges.
Zahlreiche Wanderwege führen um den Berg vorbei oder über ihn hinweg, wie der Main-Donau-Weg und der Schwäbische-Alb-Nordrand-Weg.

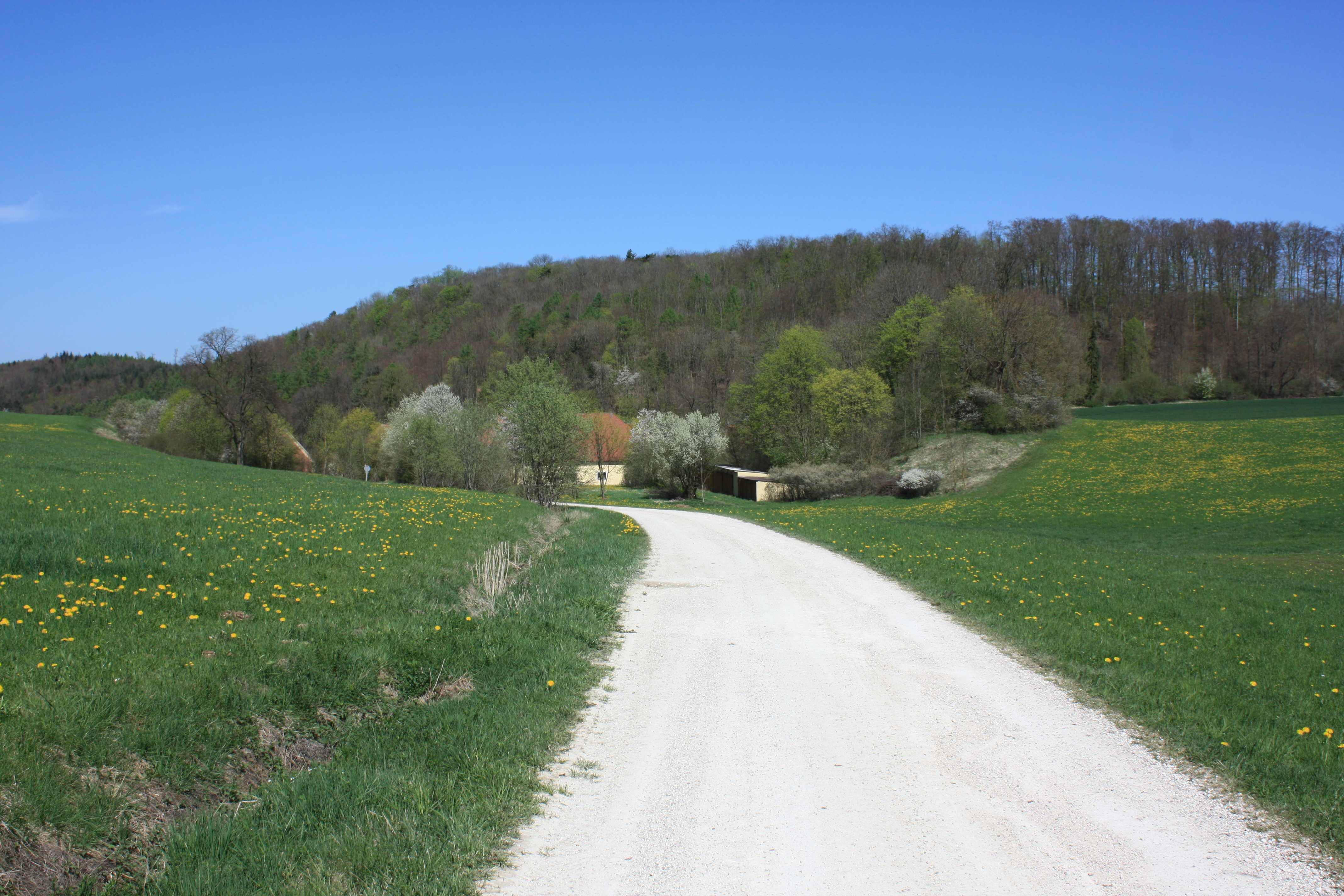
Der Hochhauser Berg von Süden. Im Vordergrund der Karlshof
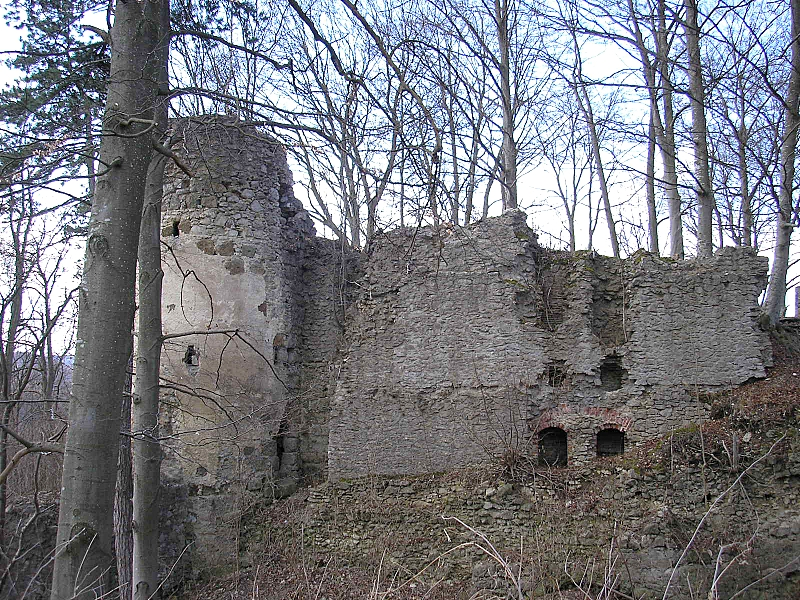
Ruine der Burg Hochhaus